# Igrici
Igrici es un pueblo húngaro perteneciente al distrito de Mezőcsát, condado de Borsod-Abaúj-Zemplén.

## Superficie
Cuenta con una superficie de 19,47 km².

## Demografía
Hasta 2024 la población era de 1090 habitantes, con una densidad de población de 55,98 hab/km².
| Gráfica de evolución demográfica de Igrici entre 2020 y 2024 |
|                                                              |
| Datos según la Oficina Central de Estadística de Hungría.    |